# بن برنتلی
بن برنتلی (انگلیسی: Ben Brantley؛ زادهٔ ۲۶ اکتبر ۱۹۵۴) یک روزنامه‌نگار و منتقد اهل ایالات متحده آمریکا است. وی از سال ۱۹۷۵ میلادی تاکنون مشغول فعالیت بوده‌است.
بن برنتلی دانش‌آموختهٔ رشتهٔ هنر در کالج سوارثمور در پنسیلوانیا و از اعضای انجمن فی بتا کاپا است و هم‌اکنون نیز، منتقد ارشدِ فیلم در نیویورک تایمز است. پیش از این، او برای ویلج ویس، ونتی فر، اِل و نیویورکر هم کار کرده بود.